# Якоб Льежский
Я́коб Лье́жский (лат. Jacobus Leodiensis, фр. Jacques de Liège) — франко-фламандский теоретик музыки конца XIII — первой половины XIV веков, автор трактата «Зеркало музыки», крупнейшего по масштабам труда о музыке в Средние века. Сторонник консервативной эстетики и техники композиции, Якоб отстаивал ценности искусства прошлого (этот период в истории музыки ныне обозначается как Арс антиква).
Трактат-энциклопедия в 7 книгах «Зеркало музыки» («Speculum musicae», около 1330) ранее приписывался французскому теоретику музыки Иоанну де Мурису. Первые буквы каждой из 7 книг складываются по типу акростиха в имя IACOBUS. Якоб, возможно, родился в Льеже, учился в Париже в конце XIII века, затем вернулся на родину, чтобы закончить последние два тома.
Ритмические и мелодические дерзости современной ему «распущенной музыки» (musica lasciva) противопоставлял простой и сдержанной гармонии (harmonia simplex et modesta) предыдущих эпох, а всё большее распространение в музыке Ars nova двухдольной метрики воспринимал как отказ от «совершенства» и падение нравственности в искусстве:
Дерзают дискантировать даже те, кто не умеет петь хорошо и уверенно <...>. Есть и такие, которые хотя и умеют петь кое-как практически, но не знают доброй меры (modum bonum). Они слишком распущенно дискантируют, добавляют лишние звуки (voces). Другие слишком гокетируют, слишком дробят, подчёркивают и отделяют [друг от друга] звуки в консонансах, в ненадлежащих местах скачут, улюлюкают (hurcant, iupant) и наподобие собак тявкают и лают (hawant, latrant), и как безумные, беспорядочно извиваются и трясутся, используют неестественную гармонию.  <...> Есть сейчас и хорошие и достойные певчие и дискантисты, которые не только могут дискантировать практически, но и знают технику (per artem) дискантирования. Но они поют новым способом (novo cantandi modo), а старый (antiquum) упускают; они злоупотребляют имперфекциями, любят семибревисы (которые они называют «минимами»), а старинную музыку (cantus antiquos) — органумы , кондукты, мотеты, двойные, контрадвойные (contraduplices) и тройные гокеты — отвергают; ну разве что некоторые из таких [форм] они вставляют в свои мотеты; они пишут такие изысканные дисканты, которые трудно петь и мензурировать.
Помимо главного труда написал несколько небольших трактатов (все датируются началом XIV века):
- Трактат о музыкальных консонансах (Tractatus de consonantiis musicalibus)
- Трактат об интонации псалмовых тонов (Tractatus de intonatione tonorum)
- Музыкальный компендий (Compendium de musica)

## Издания и литература
- Johannis de Muris Speculum musicae // Scriptorum de musica medii aevi nova series post Gerbertinam altera, ed. E. de Coussemaker. Paris, 1864, t.II, pp.193-443.
- Grossman W. Die einleitenden Kapitel des Speculum musicae von Johannes de Muris. Leipzig, 1924.
- Besseler H. Studien zur Musik des Mittelalters. T.1 // Archiv für Musikwissenschaft VII,2 (1925), SS.167-252 (особенно см. S.181, Anm.3).
- Michels U. Die Musiktraktate des Johannes de Muris // Beihefte zum Archiv für Musikwissenschaft 8. Wiesbaden, 1970 (обсуждение авторства "Зеркала музыки" и обоснование датировки см. S.209).
- Jacobi Leodiensis Speculum musicae, ed. R.Bragard // Corpus scriptorum de musica 3. - [Rome]: American Institute of Musicology, 1955-1973 (критическое издание).
- Ballke J. Untersuchungen zum sechsten Buch des Speculum musicae des Jacobus von Lüttich unter besonderer Berücksichtigung der Tetrachord- und Moduslehre. Frankfurt, 1982.
- Tractatus de consonantiis musicalibus <...>, edd. J. Smits vab Waesberghe, E. Vetter et E. Visser // Divitiae Musicae Artis.A.IXa. Buren, 1988.
- Карцовник В.Г. Жак Льежский // Православная энциклопедия. Т.19. Москва, 2008, с.115-116.
- Bent M. Magister Jacobus de Ispania, author of the Speculum musicae. Oxford: Oxford University Press, 2015. ISBN 978-1-4724-6094-3
- Wegman R. Jacobus de Ispania and Liège // Journal of the Alamire Foundation 8 (2016), p. 253-276.